# Georg Heinrich Loskiel
Georg Heinrich Loskiel (* 7. November 1740 in Rinda, Kurland, heute: Lettland; † 23. Februar 1814 in Bethlehem, Pennsylvania, USA) war ein deutschbaltischer Prediger, Schriftsteller und Bischof der Brüdergemeinen in Vidzeme, Sachsen, Schlesien und Pennsylvania. Er gründete Erziehungsanstalten und war auch Autor geistlicher Lieder und gab einige Gesangbücher für Brüdergemeinden heraus.

## Leben
Georg Heinrich Loskiel wurde am 7. November 1740 in Rinda (damals Angermünde im Kreis Pilten, Kurland) als Sohn des deutschsprachigen Pastor der evangelisch-lutherischen Kirche gleichen Namens geboren. Sein Vater hatte ihn auf das Predigerseminar der Herrnhuter Brüdergemeine in Barby geschickt, wo er seine Ausbildung erhielt. Seit dem Jahr 1765 war Loskiel in verschiedenen theologischen Ämtern in herrnhutischen Gemeinden tätig, so zuerst in Amsterdam, dann in Kleinwelka bei Bautzen und ab 1782 im heutigen Lettland. Von 1785 bis 1789 er war der Oberpresbyter der Herrnhuter in Livland und lebte in Strikenhof bei Wenden im Norden des Landes. In dieser Zeit verfasste und veröffentlichte er eine Geschichte der Missionen der evangelischen Brüder unter den Indianern in Nordamerika. In den Jahren von 1789 bis 1801 war er in Petersburg, in Gnadenfrei in Schlesien, in Niesky (1794) und Herrenhut (1798) in Sachsen. Er gründete die Erziehungsanstalten in Kleinwelka und Gnadenfrei. Er gab das Erbauungsbuch Etwas fürs Herz auf dem Wege zur Ewigkeit, das erstmals 1801 in Bautzen erschien, 366 Betrachtungen enthält und mit mehreren Auflagen eine weite Verbreitung gefunden hat.
In 1801 reiste Loskiel nach Nordamerika in die Vereinigten Staaten, wo er Präses der Direktion der pennsylvanischen Gemeinden und Prediger der Gemeinde Bethlehem wurde. 1802 wurde er zum Bischof der Brüdergemeinden in Pennsylvanien ernannt. In seinem letzten Lebensjahre erschienen noch Gebete und Betrachtungen in Versen auf alle Tage des Jahres von ihm (Reichenbach 1813). Er wurde zum Mitglied der Unitäts-Ältesten-Konferenz berufen, er starb jedoch am 23. Februar 1814, bevor er auf die Reise nach Europa aufbrechen konnte.

## Schriften
- Unter freien Menschen. Begegnung mit Indianern 1789, (aufgefrischter Originaltext, in: worttransport.de, Verlag Herbert Friedrich Witzel, Berlin 2020, ISBN 978-3-944324-49-4).
- Passions- und Oster-Gesang, 1781.
- Geschichte der Mission der Evangelischen Brüder unter den Indianern in Nordamerika, Evangelische Brüder-Unität, Barby und Paul Gotthelf Kummer, Leipzig 1789; Olms, Hildesheim, ISBN 978-3-487092-43-0; Nabu Press, 2011, ISBN 978-1-270945-41-3.  
  - History of the Moravian Mission among the North American Indians, London 1794, 3 Teile.
- Etwas für's Herz auf dem Wege zur Ewigkeit, George Gotthold Monse, Bautzen 1801 und 1804; Paul Gotthelf Kummer, Leipzig 1806; Felix Schneider, Basel 1826, 1827 und 1833; Nabu Press, 2011, ISBN 978-1-246251-69-2.
- Extempore on a wagon; a metrical narrative of a journey from Bethlehem, Pa., to the Indian town of Goshen, Ohio, in the autumn of 1803, Translation with notes by J. Max Hark, S. H. Zahm, Lancaster 1887.
- Gebete und Betrachtungen in Versen auf alle Tage des Jahres, von einem treuen Diener des Herrn in der Brüder-Unität, Reichenbach 1813.
- Sieben Passions-Predigten, Erstausgabe anonym («von L., einem evangelischen Lehrer») bei Felix Schneider, Basel 1802; H. H. Wohlgemuth, Berlin 1839.